# Хищник: Убийца убийц
«Хищник: Убийца убийц» (англ. Predator: Killer of Killers) — американский анимационный фантастический фильм боевик, шестой фильм франшизы «Хищник», снятый и написанный режиссёром Дэном Трахтенбергом в сотрудничестве с Мичо Рутейром. 
Премьера фильма состоялась 6 июня 2025 года на стриминговом сервисе Hulu. Фильм получил положительные отзывы критиков. Мультфильм получил от MPAA возрастное ограничение уровня R.

## Сюжет
Разведывательный корабль Яутжа прибывает на Землю в 841 году. В Скандинавии воительница викингов Урса ведёт своего сына Андерса и остальных членов своего клана в поход, чтобы уничтожить кривичей и их предводителя Зорана, который убил отца Урсы. Они выслеживают Зорана в его крепости, где Андерс убивает его. Сразу после битвы огромный воин Хищник нападает на группу Урсы, убивая её людей, а Андерс получает серьёзное ранение, когда на него обрушивается здание. Урса в одиночку сражается с Хищником и убивает его, но Андерс умирает у неё на руках.
В 1609 году феодальной Японии Кендзи и Киёси, два сына военачальника самурая, готовятся стать преемниками своего отца. В качестве последнего испытания отец сталкивает их друг с другом, и Кендзи, не желая этого, получает шрам от Киёси, после чего убегает. Двадцать лет спустя Киёси занимает место своего отца в качестве правителя, а Кендзи становится странствующим шиноби и возвращается домой, чтобы встретиться со своим братом. Не подозревая о преследовании Яутжа, он проникает в замок своего брата и убивает его стражников. Кендзи побеждает Киёси и оставляет ему шрам, похожий на его собственный, но Киёси падает с балкона, когда из-под него выбивают перила. Хищник устраивает засаду и преследует Кендзи, убивая ещё нескольких стражников, пока тот убегает. Он падает в ров замка и находит Киёси живым. Они вместе сражаются с Хищником и убивают его, но Киёси умирает от ран, полученных во время боя.
Во время Второй мировой войны, в 1942 году, Торрес был призван в ВМС США в качестве пилота истребителя. В Атлантическом океане его эскадрилья ищет таинственный самолёт, уничтоживший другое подразделение, которое, как обнаруживает Торрес, вооружено экзотическим, крайне опасным оружием. Он летит на потрёпанном истребителе, чтобы предупредить их, после чего космический корабль «Хищник» атакует и уничтожает его товарищей по эскадрилье. Торрес перехитрил инопланетный корабль и заставил его использовать собственное оружие, чтобы уничтожить себя. После службы Торрес возвращается домой, чтобы чинить машины в своём гараже, но его похищает корабль Хищников.
Торрес приходит в себя и оказывается в камере вместе с Урсой и Кенджи. Они обнаруживают, что Яутжа погрузил их всех в спячку. Их выводят на арену и представляют Военачальнику Хищнику, который приказывает им сражаться насмерть, а выжившему — сразиться с Военачальником. Урса пытается убить Торреса и Кенджи, но они убеждают её помочь им сбежать. Военачальник выпускает на арену огромного монстра, который проглатывает Торреса целиком, прежде чем Урса и Кенджи убивают его. Торрес выбирается из монстра с помощью проглоченного им ховербайка, и они втроём добираются на нём до корабля Военачальника. Урса и Кенджи сражаются с Военачальником, пока Торрес готовит корабль, и он использует его двигатели, чтобы уничтожить Военачальника до того, как тот сможет убить Урсу и Кенджи. Они поднимаются на борт корабля, но их побег прерывает гарпун. Урса съезжает по тросу гарпуна, уничтожая пусковую установку и позволяя себя схватить, чтобы остальные могли сбежать. После того как Полководец приказывает начать охоту на Торреса и Кендзи, Урсу снова погружают в анабиоз и помещают вместе с многочисленными другими пленниками, включая Нару.

## В ролях
| Актёр                | Роль                 |
| -------------------- | -------------------- |
| Линдси ЛаВанши       | Урса                 |
| Луис Одзава Чангчиен | Кендзи/Киёси         |
| Рик Гонсалес         | Торрес               |
| Майкл Бин            | коммандор Ванденберг |
| Даг Кокл             | Эйнар                |
| Дэмиен Хаас          | Андерс               |
| Лорен Холт           | Фрейя                |
| Эндрю Моргадо        | Зоран                |
| Пётр Майкл           | Гуннар               |
| Джефф Лич            | Ивар                 |
| Алесса Луз Мартинес  | Дельгадо             |
| Феликс Солис         | отец Торреса         |
| Бриттон Уоткинс      | Военачальник Хищник  |
| Эмбер Мидтанер       | Нару (камео)         |

## Производство
В октябре 2024 года исполнительный директор компании 20th Century Studios Стив Асбелл сообщил, что режиссёр фильма «Добыча» 2022 года, Дэн Трахтенберг, снял и написал новый неназванный фильм про Хищника, который должен выйти в 2025 году до следующего фильма — «Хищник: Планета смерти».
В апреле 2025 года было объявлено официальное название фильма — «Хищник: Убийца убийц». Тогда же стало известно, что грядущий фильм будет выполнен в анимационном стиле и будет иметь элементы антологии, а на главные роли были утверждены Линдси ЛаВанши, Луис Одзава Чангчиен, Рик Гонсалес и Майкл Бин.
8 апреля 2025 года было подтверждено, что в качестве сосценариста и сорежиссёра фильма выступил Мичо Рутейр.

## Релиз
Премьера фильма состоялась на стриминговом сервисе Hulu в США и на Disney+ в остальном мире 6 июня 2025 года.